# Arzergrande
Arzergrande (Árxare in veneto) è un comune italiano di 4 859 abitanti della provincia di Padova in Veneto. 

## Origini del nome
Secondo la ipotesi più diffusa l'origine del nome deriva dalla presenza di un argine di uno dei rami fluviali con cui anticamente il Medoacus (il Brenta) raggiungeva il mare e attorno al quale si è sviluppato l'abitato; in effetti il tracciato della strada provinciale n.4 che attualmente attraversa da ovest ad est il territorio comunale ha l'aspetto di un argine rialzato rispetto alle aree circostanti.

## Storia

### Storia antica
La storia di Arzergrande e Vallonga inizia nel 1200 a.C. quando questo territorio era abitato dagli Enetoi-Eneti, l'antico popolo Veneto. La loro presenza nel territorio della Saccisica è testimoniata dai ritrovamenti di iscrizioni di grafia venetica, probabilmente riferibili al contesto funerario.
A partire dal III secolo a.C. tra gli Eneti e i Romani si instaura un rapporto di collaborazione reciproca che si formalizza nel 49 a.C. con la concessione della cittadinanza romana al popolo Veneto tramite la lex Roscia promulgata da Cesare.
Il rapporto di sottomissione pacifica ha risvolti positivi per questo territorio, soprattutto dal punto di vista commerciale: ne sono testimonianza la costruzione di grandi strade come la via Annia (153 a.C.), la via Postumia (148 a.C.) e la via Popilia (132 a.C.); quest'ultima collegava Adria ad Aquileia passando per Vallonga.
I benefici delle infrastrutture romane si avvertono già dal I secolo d.C. quando Vallonga, l'antico Portus Aedro o Mansio Eurone, diventa un importante nodo stradale e fluviale in cui le merci, comuni e pregiate, venivano smistate dalla via Popilia verso Padova, tramite il fiume Medoacus Minor e gli altri collegamenti stradali secondari.
A partire dal III secolo d.C., a causa delle crescenti difficoltà dell'Impero Romano, questo territorio subisce un lento declino commerciale e politico che culmina nel 452 d.C. con le invasioni del Visigoti, dei Vandali e degli Unni, conseguenza della caduta dell'Impero Romano d'Occidente nel 476 d.C.

### Simboli
Lo stemma comunale e il gonfalone sono stati concessi con regio decreto dell'11 marzo 1937.
Lo stemma prende spunto da una lapide romana ritrovata durante uno scavo, raffigurante un'aquila che tiene tra gli artigli le saette, simbolo della potenza di Giove.
Il gonfalone è un drappo di azzurro. Quello attualmente in uso al Comune è caricato dello stemma sopra descritto, abbassato sotto il capo di porpora, residuo dell'originario capo del Littorio.

## Società

### Evoluzione demografica
Abitanti censiti

## Amministrazione

### Sindaci dal 1946
|                                                      | Guerrino Spinello              | Democrazia Cristiana | 1946-1951      | 1946   |
|                                                      | Raimondo Bozzato               | Democrazia Cristiana | 1951-1953      | 1951   |
|                                                      | Pier Gastone Bissacco          | Democrazia Cristiana | 1953-1960      | (1951) |
| 1956                                                 | Pier Gastone Bissacco          | Democrazia Cristiana | 1953-1960      |        |
|                                                      | Benvenuto Chellin              | Democrazia Cristiana | 1960           | (1956) |
|                                                      | Lino Ferretto                  | Democrazia Cristiana | 1960-1970      | 1960   |
| 1964                                                 | Lino Ferretto                  | Democrazia Cristiana | 1960-1970      |        |
|                                                      | Valter Cavalletto              | Democrazia Cristiana | 1970-1980      | 1970   |
| 1975                                                 | Valter Cavalletto              | Democrazia Cristiana | 1970-1980      |        |
|                                                      | Vittorio Tosatto               | Democrazia Cristiana | 1980-1990      | 1980   |
| 1985                                                 | Vittorio Tosatto               | Democrazia Cristiana | 1980-1990      |        |
|                                                      | Valentino Coin                 | Democrazia Cristiana | 1990-1995      | 1990   |
| Sindaci eletti direttamente dai cittadini (dal 1995) |                                |                      |                |        |
|                                                      | Valentino Coin                 | Centro               | 1995-2004      | 1995   |
|                                                      | Valentino Coin                 | Centro-destra        | 1995-2004      | 1999   |
|                                                      | Cesarina Foresti               | Centro-sinistra      | 2004-2010      | 2004   |
| 2009                                                 | Cesarina Foresti               | Centro-sinistra      | 2004-2010      |        |
|                                                      | Gino Pezzin (Vicesindaco f.f.) | Centro-sinistra      | 2010-2011      | (2009) |
|                                                      | Luca Sartori                   | Centro-sinistra      | 2011-2016      | 2011   |
|                                                      | Filippo Lazzarin               | Lega Nord            | 2016-in carica | 2016   |
|                                                      | Filippo Lazzarin               | Lega                 | 2016-in carica | 2021   |

### Gemellaggi
- Rakovski, dal 2019

## Galleria d'immagini

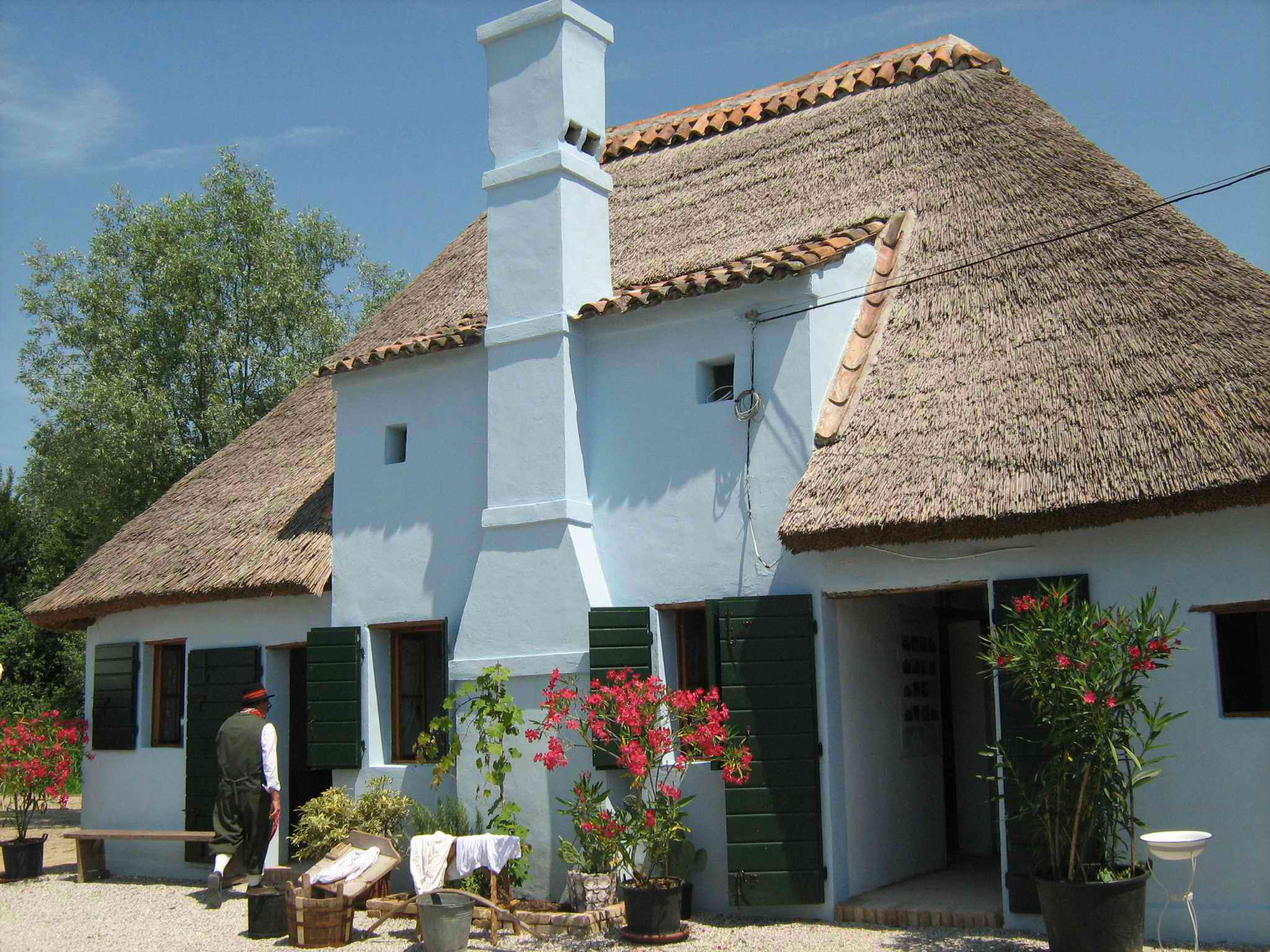
Il Casone Azzurro.
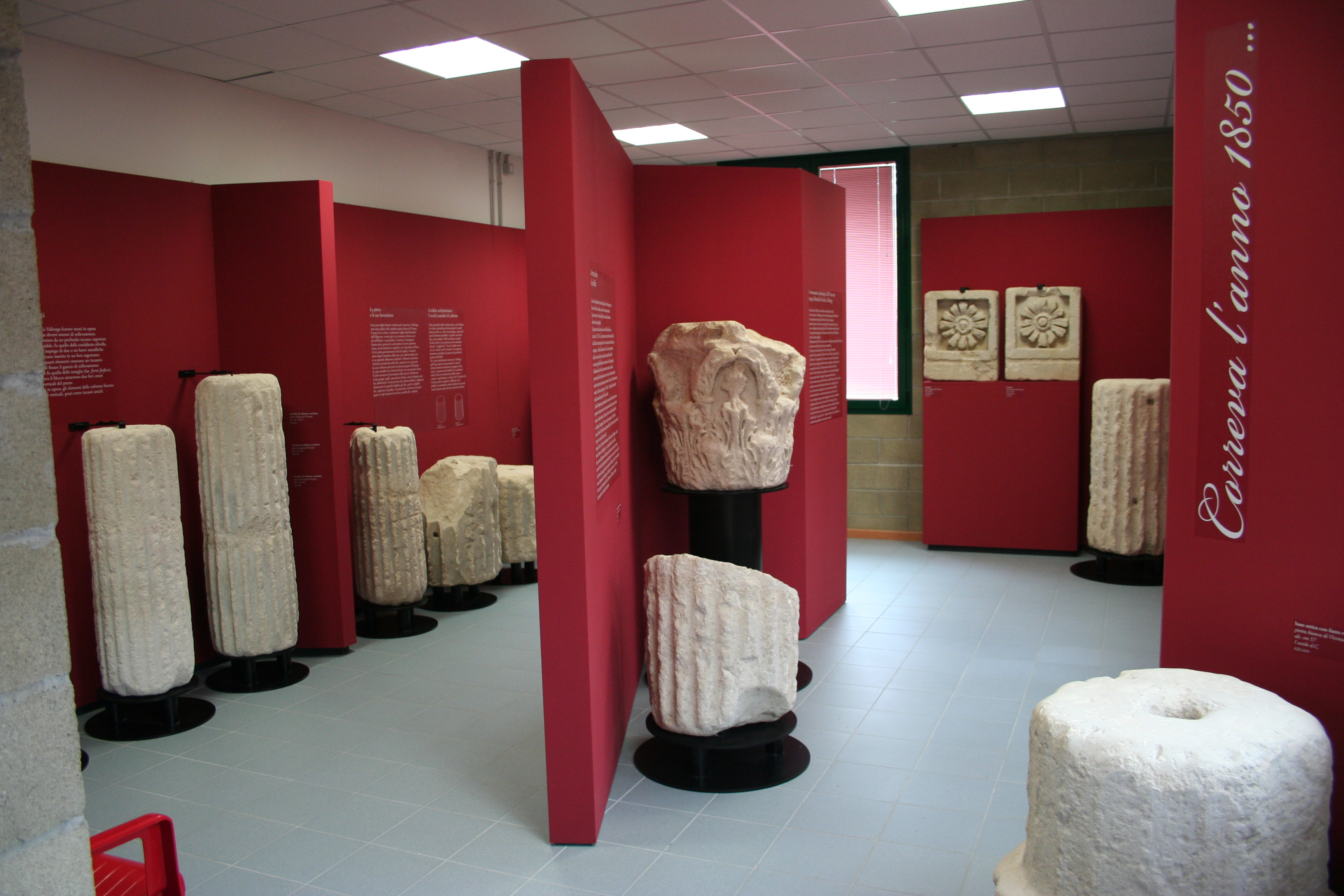
la Sala Reperti Archeologici
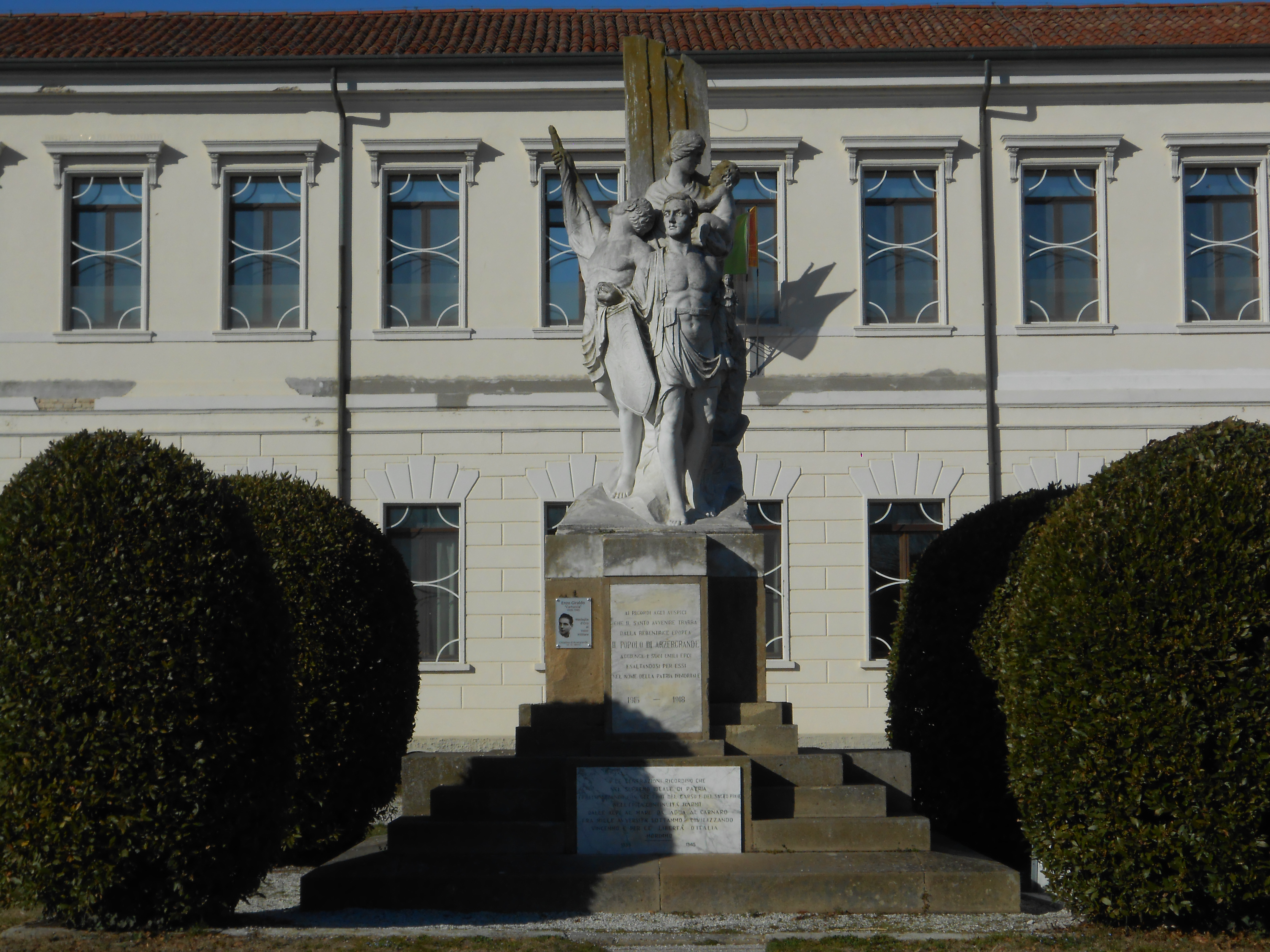
monumento ai caduti della prima guerra mondiale con targa per ricordare il partigiano Enzo Giraldo "Cartuccia" nato ad Azergrande